# Dichrogaster aestivalis
Dichrogaster aestivalis là một loài tò vò trong họ Ichneumonidae.